# Jamal Ismayilov
Jamal Vidadi oglu Ismayilov (en azerí: Camal Vidadi oğlu İsmayılov; Raión de Neftchala, 7 de julio de 1984 – Raión de Qubadli, 19 de octubre de 2020) fue un militar de las Fuerzas Especiales de las Fuerzas Armadas de Azerbaiyán, Héroe de la Guerra Patria.

## Biografía
Jamal Ismayilov nació el 7 de julio de 1984 en Neftchala. En 1986 se mudó a Krasnoyarsk con su familia. En 1991 su familia regresó a Neftchala y él continuó su educación en Neftchala. Habló con fluidez azerí, ruso y armenio.
Desde 2020 sirvió en las Fuerzas Especiales de Azerbaiyán. Participó en la Guerra de los Cuatro Días en 2016.
El 27 de septiembre de 2020 comenzó la segunda guerra del Alto Karabaj. Luchó en las batallas de Jabrayil, Hadrut, Fuzuli y Qubadli. 
El 19 de octubre de 2020 cayó en Qubadli. Fue enterrado en el Callejón de Honor en Neftchala. El 9 de diciembre de 2020, por la orden del Presidente de Azerbaiyán, Ilham Aliyev, fue galardonado póstumamente con la Medalla de Héroe de la Guerra Patria.

## Premios y títulos
- Medalla "Centenario del ejército azerbaiyano" (2018)
- Medalla de Héroe de la Guerra Patria (2020)[4]
- Orden “Por la Patria" (2020)[5]
- Medalla Por la liberación de Jabrayil (2020)[6]